# Gelový akumulátor
Gelový akumulátor je typ olověného VRLA akumulátoru s elektrolytem ztuženým ve formě gelu; kyselina sírová je smíchána s velmi jemným skelným práškem s částicemi asi setiny velikosti cementového prachu, což způsobí zgelovatění elektrolytu.
Na rozdíl od klasického akumulátoru se zaplavenými elektrodami, ovšem stejně jako u akumulátoru AGM, je možné jej provozovat v jakékoliv poloze díky nekapalné povaze elektrolytu.
Chemicky jsou totožné s klasickými akumulátory, ale antimon v elektrodách je nahrazen vápníkem, což způsobí i snížení vývinu plynů v baterii.
Jsou obecně společně s AGM nazývány „olověné bezúdržbové akumulátory“.